# 동경 55도
동경 55도(東經55度)는 본초 자오선에서 동쪽으로 55도 떨어진 경선이다. 북극점에서 시작하여 북극해, 유럽, 아시아, 아프리카, 인도양, 남극해, 남극을 거쳐 남극점에 이른다.
동경 55도는 서경 125도와 이어져 지구의 둘레를 이룬다.
북극점에서 남극점까지 동경 55도선은 다음 지역을 지나간다.
| 좌표                                                  | 나라, 지역, 해역 | 주석                                                                            |
| ----------------------------------------------------- | ---------------- | ------------------------------------------------------------------------------- |
| 북위 90° 0′ 동경 55° 0′  / 북위 90.000° 동경 55.000°  | 북극해           |                                                                                 |
| 북위 81° 5′ 동경 55° 0′  / 북위 81.083° 동경 55.000°  | 러시아           | 제믈랴프란차이오시파 제도의 솔스베리 섬과 루이지 섬                             |
| 북위 80° 42′ 동경 55° 0′  / 북위 80.700° 동경 55.000° | 바렌츠해         |                                                                                 |
| 북위 80° 30′ 동경 55° 0′  / 북위 80.500° 동경 55.000° | 러시아           | 제믈랴프란차이오시파 제도                                                       |
| 북위 80° 24′ 동경 55° 0′  / 북위 80.400° 동경 55.000° | 바렌츠해         |                                                                                 |
| 북위 74° 8′ 동경 55° 0′  / 북위 74.133° 동경 55.000°  | 러시아           | 노바야젬랴 섬의 세베르니 섬과 유즈니 섬                                         |
| 북위 70° 35′ 동경 55° 0′  / 북위 70.583° 동경 55.000° | 바렌츠해         | 페초르스코예 해                                                                 |
| 북위 68° 56′ 동경 55° 0′  / 북위 68.933° 동경 55.000° | 러시아           | 작은 섬 하나                                                                    |
| 북위 68° 55′ 동경 55° 0′  / 북위 68.917° 동경 55.000° | 바렌츠해         | 페초르스코예 만                                                                 |
| 북위 68° 25′ 동경 55° 0′  / 북위 68.417° 동경 55.000° | 러시아           |                                                                                 |
| 북위 50° 53′ 동경 55° 0′  / 북위 50.883° 동경 55.000° | 카자흐스탄       |                                                                                 |
| 북위 41° 47′ 동경 55° 0′  / 북위 41.783° 동경 55.000° | 투르크메니스탄   |                                                                                 |
| 북위 37° 50′ 동경 55° 0′  / 북위 37.833° 동경 55.000° | 이란             |                                                                                 |
| 북위 26° 37′ 동경 55° 0′  / 북위 26.617° 동경 55.000° | 페르시아만       | 이란 아부무사섬 ( 아랍에미리트가 영유권 주장)의 바로 서쪽을 지나감              |
| 북위 24° 58′ 동경 55° 0′  / 북위 24.967° 동경 55.000° | 아랍에미리트     |                                                                                 |
| 북위 22° 39′ 동경 55° 0′  / 북위 22.650° 동경 55.000° | 사우디아라비아   |                                                                                 |
| 북위 20° 0′ 동경 55° 0′  / 북위 20.000° 동경 55.000°  | 오만             |                                                                                 |
| 북위 17° 1′ 동경 55° 0′  / 북위 17.017° 동경 55.000°  | 인도양           | 세이셸 실루에트 섬의 바로 서쪽을 지나감 프랑스 레위니옹 섬의 바로 서쪽을 지나감 |
| 남위 60° 0′ 동경 55° 0′  / 남위 60.000° 동경 55.000°  | 남극해           |                                                                                 |
| 남위 65° 53′ 동경 55° 0′  / 남위 65.883° 동경 55.000° | 남극             | 오스트레일리아령 남극 지역, 오스트레일리아가 영유권을 주장한다.                 |

## 같이 보기
- 동경 54도
- 동경 56도